# Грасси, Джузеппе (политик)
Джузеппе Грасси (итал. Giuseppe Grassi; 8 мая 1883, Лечче, Королевство Италия — 26 января 1950, Рим, Италия) — итальянский государственный деятель, министр помилования и юстиции Италии (1947—1950).

## Биография
Принадлежал к древней аристократической семье Грасси, восходящей к одному из двенадцати сыновей Танкреда. Его отец был землевладельцем и придерживался либеральных взглядов.
В 1905 г. окончил юридический факультет римского университета, работал адвокатом, преподавателя право в университете.
Впервые был избран в состав Палаты депутатов в 1913 г., став самым молодым по возрасту членом парламента, сохранял мандат до 1924 г. В годы Первой мировой войны занимался вопросами военной дипломатии, в 1917 г. был главой делегации ВВС Италии в Париже, принимал участие в заседаниях межсоюзного комитета.
В 1919—1920 гг. занимал пост заместителя министра юстиции. На этом посту сыграл решающую роль в запуске реформы избирательной системы (1919), которая ввела пропорциональную модель голосования.
В годы правления режима Муссолини он на два десятилетия отошел от политической жизни. В 1932 г. оставил и преподавание в университете. Занимался управлением своей фермой.
В 1946 г. был избран депутатом Учредительного собрания.
В 1947 г. был назначен министром помилования и юстиции Италии, на котором оставался до конца жизни. В этот период была принята Конституция Италии (22 декабря 1947), которую он утвердил в силу своих полномочий. Также активно занимался созданием нового Уголовного кодекса Италии.
С июня 1948 г. также являлся членом Палаты депутатов от округа города Легче. Представлял Итальянскую либеральную партию.